# Ptychomitrium linearifolium
Ptychomitrium linearifolium là một loài rêu trong họ Ptychomitriaceae. Loài này được Reimers & Sakurai mô tả khoa học đầu tiên năm 1931.